# Синкаванг
Синка́ванг — город в провинции Западный Калимантан на острове Борнео, Индонезия. Расположен примерно в 145 км на север от Понтианака, столицы провинции. Город окружен горами Паси, Потенг и Сакок. Название города происходит от словосочетания на языке народа хакка, означающем «город на холмах у моря и эстуария».

## Население
Согласно данным переписи 2010 года численность населения города составляет 186 306 человек, большая часть которых имеет китайское происхождение. Крупнейшую группу китайцев составляет народность хакка — 42 % от общей численности населения. Следующая по величине группа — народность чаочжоу, за ними следуют малайцы, даяки, яванцы и прочие этнические группы.
Религиозные группы соответствуют этническим; крупнейшие из них: буддизм, конфуцианство, ислам, протестантство и католичество.

## История
С середины XVII века торговлей в городе заведуют китайцы. В период Голландской Ост-Индии Синкаванг был основной базой римско-католической церкви и постоянной резиденцией католического духовенства. Местная миссия носила название Апостольского викариата голландского Борнео. Ей, среди прочего, были основаны школы, больница и колония прокажённых.

## Город тысячи храмов
Синкаванг также известен как Город тысячи храмов, поскольку в городе и его окрестностях находится множество ритуальных сооружений. Почти все боги китайского пантеона имеют в городе свой храм. Люди также почитают исторические личности, например, генерала Гуаня Юя, адмирала Чжэна Хэ и даже императора Сун Тай-цзу, которому посвящён храм, расположенный за северной окраиной города.

## Чайнатаун
Помимо множества храмов, Синкаванг известен как один из индонезийских чайнатаунов, так как большинство его населения составляют потомки китайцев. Это отражается в культурном стиле, традиционных празднествах и официальных церемониях, начиная от свадеб и заканчивая похоронами. Культура города близка к традициям провинции Фуцзянь.

## Языки
Основным языком Синкаванга является индонезийский. Кроме этого, каждая этническая группа использует для общения родной язык, а также почти все жители говорят на языке народности хакка. Используемый индонезийский язык содержит заимствования из малайского.

## Достопримечательности
- Курорт Villa Bukit Mas;
- Bukit Bougenville — ботанический сад в 6 км к югу от города;
- Chidayu Indah — ботанический сад по соседству с Bukit Bougenville;
- Pasir Panjang — морской курорт в 17 км к югу от города;
- Sungai Hangmoy — река, используемая для купания народностью хакка;
- Kawasan Wisata — пляж с белым песком в 8 км к югу от города;
- Teratai Indah — искусственное озеро в 2 км к югу от города;
- Vihara Chikung — крупнейший даосский храм в 3 км к югу от города;
- Gunung Roban — гора с мощёной тропой в 4 км к востоку от города;
- Batu Belimbing или Starfruit Rock — скала в форме карамболы (звезды) в 8 км к востоку от города;
- Gunung Poteng — одно из основных водохранилищ в 7 км к востоку от города. Горы принадлежат заповеднику с уникальной флорой, включая Rafflesia Tuan Mudae (растение рода раффлезия);
- Sinka Island Park — зона отдыха на юге города, включающая парк, бассейн и зоопарк[2].

## Торговля людьми
Синкаванг известен большим числом случаев продажи людей. Многие мужчины из Тайваня, Китая, Малайзии и Сингапура приезжают в город, чтобы найти жену. Они обращаются к посреднику, который подыскивает семью, имеющую дочь подходящего возраста, и предлагает им за неё порядка 5 миллионов рупий (около 500 долларов США).
Иностранцы платят посреднику гораздо большую сумму. Один из сингапурских источников[какой?] утверждает, что сумма доходит до 30 миллионов рупий (около 3000 долларов США). Очень часто девушек забирают на короткий период времени (5 лет, 2 года и даже менее), в том числе без заключения официального брака.

## Города-побратимы
- Таоюань, Тайвань[3]
- Бинтулу, Малайзия
- Мири, Малайзия
- Сибу, Малайзия
- Фучжоу, КНР